# Willibald Ruttensteiner
Willibald Ruttensteiner (Steyr, 12 novembre 1962) è un allenatore di calcio, dirigente sportivo ed ex calciatore austriaco, di ruolo centrocampista,.